# Ian Millar
Ian Millar, född den 6 januari 1947 i Halifax i Nova Scotia i Kanada, är en kanadensisk ryttare.
Han tog OS-silver i lagtävlingen i hoppning i samband med de olympiska ridsporttävlingarna 2008 i Peking.